# Свети Георги (Айтос)
Вижте пояснителната страница за други значения на Свети Георги.
„Свети Георги“ (на гръцки: Αγίου Γεωργίου) е възрожденска православна църква, разположена в леринското село Айтос, част от Костурската епархия на Вселенската патриаршия.
Църквата „Свети Георги“ е енорийски храм и е разположена в центъра на селото. Построена е във византийски стил в 1836 година. Има красив дървен иконостас и ценни стенописи.